# Istachatta
Istachatta és una concentració de població designada pel cens dels Estats Units a l'estat de Florida. Segons el cens del 2000 tenia 65 habitants.

## Demografia
Segons el cens del 2000, Istachatta tenia 65 habitants, 34 habitatges, i 22 famílies. La densitat de població era de 193,1 habitants/km².
Dels 34 habitatges en un 8,8% hi vivien nens de menys de 18 anys, en un 44,1% hi vivien parelles casades, en un 20,6% dones solteres, i en un 32,4% no eren unitats familiars. En el 23,5% dels habitatges hi vivien persones soles el 14,7% de les quals corresponia a persones de 65 anys o més que vivien soles. El nombre mitjà de persones vivint en cada habitatge era d'1,91 i el nombre mitjà de persones que vivien en cada família era de 2,22.
Per edats la població es repartia de la següent manera: un 7,7% tenia menys de 18 anys, un 3,1% entre 18 i 24, un 9,2% entre 25 i 44, un 38,5% de 45 a 60 i un 41,5% 65 anys o més.
L'edat mediana era de 57 anys. Per cada 100 dones de 18 o més anys hi havia 87,5 homes.
La renda mediana per habitatge era de 21.250 $ i la renda mediana per família de 21.250 $. Els homes tenien una renda mediana de 0 $ mentre que les dones 13.750 $. La renda per capita de la població era de 12.618 $. Entorn del 33,3% de les famílies i el 29,5% de la població estaven per davall del llindar de pobresa.

## Poblacions més properes
El següent diagrama mostra les poblacions més properes.